# Rhytidiadelphus
Rhytidiadelphus là một chi rêu trong họ Hylocomiaceae.